# William A. Wellman
William Augustus Wellman (født 29. februar 1896, død 9. december 1975) var en amerikansk filminstruktør. Selvom Wellman begyndte sin filmkarriere som skuespiller, arbejdede han på over 80 film, som instruktør, producer og konsulent, men oftest som instruktør, og han er kendt for sit arbejde i kriminalitet, eventyr og action genren.
Wellman har instrueret filmen Wings fra 1927, der blev den første film til at vinde en Oscar for bedste film på Oscaruddelingen i 1929